# كشاف الكتب المحرمة

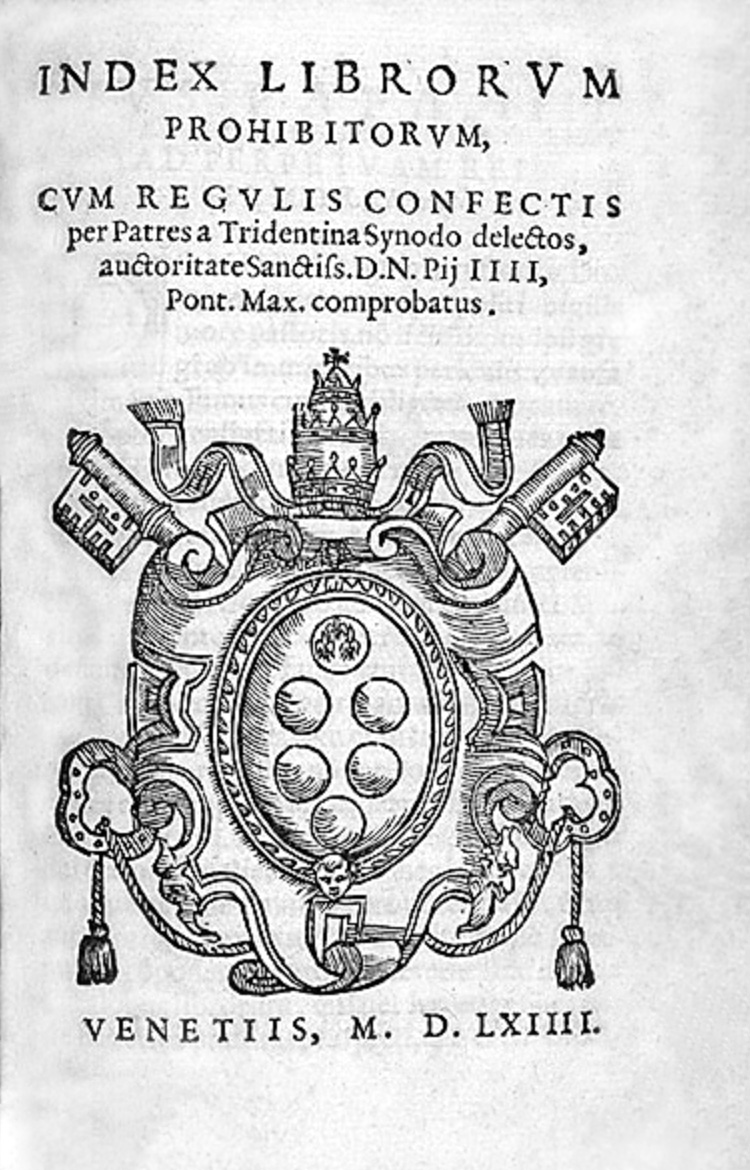
صفحة العنوان لدليل الكتب المحرمة الصادر في سنة 1564.

دليل الكتب المحرمة (باللاتينية: Index librorum prohibitorum) هي قائمة كتب منعتها الكنيسة الرومانية الكاثوليكية هدفها حماية عقيدة وأخلاق الكاثوليك بمنعهم من قراءة كتب غير أخلاقية أو خاطئة عقائدياً، ومع ذلك احتوت كتباً علمية مثل أعمال كبلر في الفلك. أعطت القائمة قواعد تتعلق بقراءة الكتب وبيعها والرقابة عليها، فالكتب التي قبلت طبعت بعبارة تعني «لا شيء يمنع» (باللاتينية: nihil obstat) أو «لتطبع» (باللاتينية: imprimatur) على صفحة العنوان.
ورغم ذلك أصبحت بعض الكتب الممنوعة سابقاً تدرَّس الآن في الجامعات الكاثوليكية، وهناك نصب تذكارية في روما للعلماء الذين منعت كتبهم في المواقع نفسها التي حرقوا فيها. وبعض الكتب الممنوعة لأسباب عقائدية تلقت من قساوسة كاثوليك السماح بالطباعة، وحصل بعض المؤلفين الذين منعت أعمالهم على لقب قديس مما يؤكد أن القائمة لم يعد لها فعالية في القرن الحادي والعشرين.
ألغى بابا الفاتيكان بولس السادس في 1966 القائمة.
واعتبر الإلغاء حسب بعض المصادر خاتمة التفتيش.